# エリック・モレル
エリック・モレル（Eric Morel、1975年10月1日 - ）は、プエルトリコの男性プロボクサー。サンフアン出身。元WBO世界バンタム級暫定王者。元WBA世界フライ級王者。世界2階級制覇王者。Little Hands Of Steel(小さな鋼の拳) の異名を持つ。

## 来歴
1996年10月11日、プロデビュー。
1998年10月17日、IBA世界スーパーフライ級王座を獲得。以後、3度の防衛に成功し王座返上。
2000年8月5日、WBA世界フライ級王者ソーンピチャイ・クラティンデーンジム（タイ）と対戦し、12回判定勝ちで王座獲得。戦績はデビューから無傷の27連勝となった。
2002年10月12日、デンカオセーン・カオウィチットと対戦し、11回TKO勝ちで4度目の防衛に成功した。逆にデンカオセーンは初黒星。
2003年6月28日、元WBO世界フライ級王者イシドロ・ガルシアと対戦し、3-0の判定勝ちで5度目の防衛に成功した。
2003年12月6日、ロレンソ・パーラ（ベネズエラ）と対戦し、12回判定負けで王座陥落。プロデビューからの連勝記録は33でストップした。
2004年3月20日、階級を上げNABO北米スーパーフライ級王座決定戦でヘスス・ロハスと対戦し、12回判定勝ちで王座を獲得した。翌2005年1月に初防衛成功後、王座返上。
2005年3月19日、WBA世界スーパーフライ級王者マーティン・カスティーリョに挑戦するも、12回判定負けを喫し王座獲得ならず。その後、3年近く試合から遠ざかる。
2008年8月30日、WBOインターコンチネンタルバンタム級王座決定戦に出場し、12回判定勝ち。王座奪取に成功。
2009年6月27日、WBO世界バンタム級王者フェルナンド・モンティエルに挑戦予定たまったが、モンティエルの負傷によりキャンセルされた。
2009年12月18日、神戸でWBC世界バンタム級王者長谷川穂積に挑戦することが発表されていたが、過去に刑事事件で逮捕歴があることが発覚、日本への入国が難しい状況となったために試合がキャンセルされた。
2010年2月13日、WBO世界バンタム級暫定王座決定戦でジェリー・ペニャロサと対戦し、12回判定勝ちで2階級制覇に成功した。
しかし、防衛戦を行わずWBO世界バンタム級暫定王座を剥奪された。その後はアメリカに拠点を移し、ノンタイトル戦を中心に行う。
2011年12月3日、ホンダセンターでアンセルモ・モレノ対ビック・ダルチニアンとアブネル・マレス対ジョゼフ・アグベコの前座で登場。ホセ・シルベイラとノンタイトル戦で対戦し、10回判定勝ちを収め復帰戦を勝利で飾った。
2012年4月21日、アメリカ合衆国テキサス州エルパソのドン・ハスキンズ・センターでアブネル・マレスとWBC世界スーパーバンタム級王座決定戦を行い、12回0-3（107-120、2者が109-119）の完敗を喫し王座獲得に失敗、3階級制覇にも失敗した。
試合後バンタム級に再転向。
2012年9月15日、MGMグランドにて、サウル・アルバレスとジョニー・ゴンサレスの前座で登場。IBF世界バンタム級王者レオ・サンタ・クルスと対戦したが、5回にモレルが戦意損失で棄権した。モレルはキャリア初のKO負けでこの試合を最後に現役を引退した。

## 獲得タイトル
- IBA世界スーパーフライ級王座
- WBA世界フライ級王座（防衛5）
- NABO北米スーパーフライ級王座
- WBOインターコンチネンタルバンタム級王座
- WBO世界バンタム級暫定王座（防衛0=剥奪）